# والتر ماتائو
والتر ماتائو (انگلیسی: Walter Matthau؛ زادهٔ ۱ اکتبر ۱۹۲۰ – درگذشتهٔ ۱ ژوئیهٔ ۲۰۰۰) بازیگر آمریکایی بود. از افتخارات او می‌توان به کسب یک جایزه اسکار دو جایزه بفتا و دو جایزه تونی اشاره کرد.

## فیلم‌شناسی
| سال  | عنوان                                  | نقش                                    | یادداشت                     |
| ---- | -------------------------------------- | -------------------------------------- | --------------------------- |
| ۱۹۵۵ | کنتاکی                                 | Stan Bodine                            |                             |
| ۱۹۵۵ | مبارز سرخ‌پوست                          | Wes Todd                               |                             |
| ۱۹۵۶ | فراتر از واقع                          | Wally Gibbs                            |                             |
| ۱۹۵۷ | چهره‌ای در میان جمعیت                   | Mel Miller                             |                             |
| ۱۹۵۷ | کشتار در خیابان دهم                    | Al Dahlke                              |                             |
| ۱۹۵۸ | شاه کروئل                              | Maxie Fields                           |                             |
| ۱۹۵۸ | صدا در آینه                            | Dr. Leon Karnes                        |                             |
| ۱۹۵۸ | سوار یک مسیر کج                        | Judge Kyle                             |                             |
| ۱۹۵۸ | سر پیاز                                | Red Wildoe                             |                             |
| ۱۹۵۹ | داستان گانگستر                         | Jack Martin                            |                             |
| ۱۹۶۰ | وقتی که غریبه‌ها ملاقات می‌کنند          | Felix Anders                           |                             |
| ۱۹۶۲ | شجاعان تنها هستند                      | Sheriff Morey Johnson                  |                             |
| ۱۹۶۲ | چه کسی انجام می‌دهد                     | Tony Gagouts                           |                             |
| ۱۹۶۳ | معما                                   | Carson Dyle aka Hamilton Bartholomew   |                             |
| ۱۹۶۳ | جزیره عشق                              | Tony Dallas                            |                             |
| ۱۹۶۴ | پولور پرچمدار                          | Doc                                    |                             |
| ۱۹۶۴ | وضعیت رفع خطر                          | Professor Groeteschele                 |                             |
| ۱۹۶۴ | خداحافظ چارلی                          | Sir Leopold Sartori                    |                             |
| ۱۹۶۵ | سراب                                   | Ted Caselle                            |                             |
| ۱۹۶۶ | شیرینی شانس                            | William H. "Whiplash Willie" Gingrich  | Co-starred with Jack Lemmon |
| ۱۹۶۷ | راهنمای مرد متاهل                      | Paul Manning                           |                             |
| ۱۹۶۸ | زوج عجیب                               | Oscar Madison                          | Co-starred with Jack Lemmon |
| ۱۹۶۸ | زندگی مخفی یک همسر آمریکایی            | The Movie Star                         |                             |
| ۱۹۶۸ | آبنبات                                 | General Smight                         |                             |
| ۱۹۶۹ | گل کاکتوس                              | Dr. Julian Winston                     |                             |
| ۱۹۶۹ | سلام، دالی!                            | Horace Vandergelder                    |                             |
| ۱۹۷۱ | یک برگ نو                              | Henry Graham                           |                             |
| ۱۹۷۱ | سوئیت پلازا                            | Sam Nash /Jesse Kiplinger / Roy Hubley |                             |
| ۱۹۷۱ | کاچ                                    | Joseph P. Kotcher                      |                             |
| ۱۹۷۲ | پیت ان تیلی                            | Pete Seltzer                           |                             |
| ۱۹۷۳ | چارلی وریک                             | Charley Varrick                        |                             |
| ۱۹۷۳ | پلیس خندان                             | Detective Sergeant Jake Martin         |                             |
| ۱۹۷۴ | گرفتن پلهام یک دو سه                   | Lieutenant Zachary Garber              |                             |
| ۱۹۷۴ | زمین‌لرزه                               | Drunk                                  |                             |
| ۱۹۷۴ | صفحه اول                               | Walter Burns                           | Co-starred with Jack Lemmon |
| ۱۹۷۵ | The Lion Roars Again                   | Himself                                |                             |
| ۱۹۷۵ | The Gentleman Tramp                    | Narrator                               |                             |
| ۱۹۷۵ | پسران آفتاب                            | Willy Clark                            |                             |
| ۱۹۷۶ | The Bad News Bears                     | Coach Morris Buttermaker               |                             |
| ۱۹۷۸ | Casey's Shadow                         | Lloyd Bourdelle                        |                             |
| ۱۹۷۸ | House Calls                            | Dr. Charles "Charley" Nichols          |                             |
| ۱۹۷۸ | سوئیت کالیفرنیا                        | Marvin Michaels                        |                             |
| ۱۹۸۰ | La polizia ha le mani legate           |                                        |                             |
| ۱۹۸۰ | خانم مارکر کوچک                        | Sorrowful Jones                        |                             |
| ۱۹۸۰ | Hopscotch                              | Miles Kendig                           |                             |
| ۱۹۸۱ | First Monday in October                | Associate Justice Daniel Snow          |                             |
| ۱۹۸۱ | رفیق رفیق                              | Trabucco                               | Co-starred with Jack Lemmon |
| ۱۹۸۲ | Neil Simon's I Ought to Be in Pictures | Herbert Tucker                         |                             |
| ۱۹۸۳ | بازماندگان                             | Sonny Paluso                           |                             |
| ۱۹۸۵ | تکان دهنده‌ها و لرزاننده‌ها              | Joe Mulholland                         |                             |
| ۱۹۸۶ | دزدان دریایی                           | Captain Thomas Bartholomew Red         |                             |
| ۱۹۸۸ | The Couch Trip                         | Donald Becker                          |                             |
| ۱۹۸۸ | The Little Devil                       | Father Maurice                         |                             |
| ۱۹۹۱ | جی‌اف‌کی                                 | Senator Russell B. Long                | Co-starred with Jack Lemmon |
| ۱۹۹۲ | How the Grinch Stole Christmas!        | Narrator                               |                             |
| ۱۹۹۳ | دنیس شیطونه                            | George Wilson                          |                             |
| ۱۹۹۳ | پیرمردهای بد اخلاق                     | Max Goldman                            | Co-starred with Jack Lemmon |
| ۱۹۹۴ | ضریب هوشی                              | آلبرت اینشتین                          |                             |
| ۱۹۹۵ | ساز چمن                                | Judge Charlie Cool                     | Co-starred with Jack Lemmon |
| ۱۹۹۵ | پیرمردهای بد اخلاق‌تر                   | Max Goldman                            | Co-starred with Jack Lemmon |
| ۱۹۹۶ | I'm Not Rappaport                      | Nat Moyer                              |                             |
| ۱۹۹۷ | بیرون از دریا                          | Charlie Gordon                         | Co-starred with Jack Lemmon |
| ۱۹۹۸ | زوج عجیب ۲                             | Oscar Madison                          | Co-starred with Jack Lemmon |
| ۱۹۹۸ | The Life and Times of Hank Greenberg   |                                        |                             |
| ۲۰۰۰ | قطع کردن                               | Lou Mozell                             |                             |

## جوایز و افتخارات

### جوایز اسکار
| سال  | اثر نامزد‌شده | دسته                       | نتيجه    | منبع |
| ---- | ------------ | -------------------------- | -------- | ---- |
| ۱۹۶۶ | شیرینی شانس  | بهترین بازیگر نقش مکمل مرد | برنده    |      |
| ۱۹۷۱ | کاچ          | بهترین بازیگر مرد          | نامزدشده |      |
| ۱۹۷۵ | پسران آفتاب  | بهترین بازیگر مرد          | نامزدشده |      |

### جوایز گلدن گلوب
| سال  | اثر نامزدشده           | دسته                                     | نتيجه    | منبع |
| ---- | ---------------------- | ---------------------------------------- | -------- | ---- |
| ۱۹۶۶ | شیرینی شانس            | بهترین بازیگر مرد – فیلم موزیکال یا کمدی | نامزدشده |      |
| ۱۹۶۸ | زوج عجیب               | بهترین بازیگر مرد – فیلم موزیکال یا کمدی | نامزدشده |      |
| ۱۹۷۱ | کاچ                    | بهترین بازیگر مرد – فیلم موزیکال یا کمدی | نامزدشده |      |
| ۱۹۷۲ | پیت ان تیلی            | بهترین بازیگر مرد – فیلم موزیکال یا کمدی | نامزدشده |      |
| ۱۹۷۴ | صفحه اول               | بهترین بازیگر مرد – فیلم موزیکال یا کمدی | نامزدشده |      |
| ۱۹۷۵ | پسران آفتاب            | بهترین بازیگر مرد – فیلم موزیکال یا کمدی | برنده    |      |
| ۱۹۸۰ | هاپسکاچ                | بهترین بازیگر مرد – فیلم موزیکال یا کمدی | نامزدشده |      |
| ۱۹۸۱ | اولین دوشنبه ماه اکتبر | بهترین بازیگر مرد – فیلم موزیکال یا کمدی | نامزدشده |      |

### جوایز فیلم بفتا
| سال  | اثر نامزدشده                | دسته                      | نتيجه    | منبع |
| ---- | --------------------------- | ------------------------- | -------- | ---- |
| ۱۹۶۹ | زندگی مخفی یک همسر آمریکایی | بهترین بازیگر نقش اول مرد | نامزدشده |      |
| ۱۹۶۹ | سلام، دالی!                 | بهترین بازیگر نقش اول مرد | نامزدشده |      |
| ۱۹۷۳ | پیت ان تیلی                 | بهترین بازیگر نقش اول مرد | برنده    |      |
| ۱۹۷۳ | چارلی وریک                  | بهترین بازیگر نقش اول مرد | برنده    |      |
| ۱۹۷۶ | پسران آفتاب                 | بهترین بازیگر نقش اول مرد | نامزدشده |      |
| ۱۹۷۶ | خرس‌های خبرهای بد            | بهترین بازیگر نقش اول مرد | نامزدشده |      |